# 單蠢女孩
《單蠢女孩》是日本漫畫家弘幸以四格漫畫形式創作的日本漫畫作品。於2012年11月28日發售的《週刊少年Magazine》2012年52號開始連載直到2015年12號，後因作者身體因素，移籍到《别册少年Magazine》從2015年7月號開始繼續連載，到了2017年11月4日，作者在私人部落格宣布連載將在同年12月發行的2018年1月號宣告完結，單行本全12冊。截至2017年2月，單行本累積銷售突破100萬本，正式宣布電視動畫化，電視動畫於2017年7月至9月在東京都會電視台、AT-X等電視台播出。

## 劇情
本作是描寫冷酷高中生阿久津明與笨蛋女高中生花畑佳子的學校日常生活的搞笑喜劇作品。

## 角色

### 主要角色
花畑佳子（聲：悠木碧 （日本，电视动画） ）
【身高160cm／體重48kg／血型O型／1月1日誕生】
本作女主角。明的混亂製造者。喜歡的東西是明和香蕉，考試即使全是選擇題也每科都考0分、連九九乘法都不會、漢字都看不懂的笨蛋，但是運動神經很好。她笨到連在公園玩的小學生都在替她的未來擔憂，建議她不要玩樂、去讀書；不過她認為只要嫁給明就不必擔心未來，但因為太笨，明把她當動物（猴子）看。
不太會讀書，卻相當講究女性保養。相當會殺價。容易被別人的話題牽著走。可以徒手抓魚、蓋沙堡、跟狗聯手獵殺山上的野豬跟熊。體能非常好。認真起來把入侵校園的黑道老大全部打倒。每年都記不住自己幾歲。一直相信有聖誕老人。童年收到明給的香蕉以後，從此愛上香蕉。
阿久津明（聲：杉田智和、小市真琴（童年時期））
【身高175cm／體重60kg／血型AB型／5月20日誕生】
本作男主角。佳子的青梅竹馬，成績很好。討厭的東西是佳子與麻煩，冷血無情、經常使用暴力的惡魔。由於態度很差，讓人難以接近，沒有朋友。年幼為了擺脫佳子，一直在鍛鍊，不過還是一直在照顧佳子。耐力比佳子差，但力量比較大。有妹控的可能，曾送給妹妹阿明特製低學歷就職手冊。
自尊心出乎意料地高。期中考總是粗心而得不到100分（也可能是因為佳子而無法專心讀書）。運氣非常之糟糕。升學志願【1.東京大學；2.死；3.死】。妄想得到錢和權力來擺脫佳子。視佳子為「雌性動物」，冀望佳子至少成長為「糟糕的人類」。初吻獻給年幼的佳子。曾在努力鍛鍊時生病，被自己母親告知被佳子親吻了一整個晚上，此時才發現嘴上沾滿了口水。
與佳子的狗是知心好友，曾一起觀看電影留下眼淚並給出正面評價（相較於佳子的大笑）。
隅野沙耶香（聲：原田彩楓）
【身高153cm／體重44kg／血型A型／11月25日誕生】
佳子和明的同班同學。有著聖母一般的善良性格。相較其他女角較無誇張的言行舉止，本作中少數的常識人。因明沒什麼朋友而自願成為明的朋友，害怕明生氣的表情。認為明孤僻又頑固，跟其他朋友一樣奇怪。
酒量十分差，光是聞到酒味就醉。且醉後會發酒瘋，將內心積塵已久的埋怨一口氣發洩。平胸，酒醉時將自己的胸墊拿掉證明這一點，被佳子称为“关东沙耶香平原”。內褲是動物圖案，本人也非常在意，希望自己成熟。所以假日上街時偷穿著成熟內褲，被佳子母親識破被當場破壞……
曾把風紀委員長對阿明做的事【1.跟蹤；2.偷拍；3.潛入他家；4.翻動他的垃圾；5.舔他喝過的水瓶】，全部模擬讓她知道自己多變態。教導風紀委員長怎麼提升阿明的好感度，為了讓阿明學習與風紀委員長支開了佳子一整個暑假（陪她玩）導致成績下滑。
風紀委員長（聲：上坂堇（日本，电视动画）范冰冰（中国））
【身高165cm／體重52kg／血型B型／7月13日誕生】
本名不詳。管理學校秩序的巨乳學姊，比佳子、明等人大兩屆。被佳子摸胸騷擾時，因為被明一拳打飛佳子和扶她起來的英姿吸引，因而對明一見鍾情，甚至對明有妄想的程度，不時還會流鼻血；但是她在明面前的表現也讓明把她當成怪人。成績為全校前五名，但卻為了明而不惜向校長請求留級。
漫畫中成為不折不扣的變態女，但本人完全不自知。後受隅野沙耶香的幫助才明白自己變態的行為，為了讓明喜歡上而努力。與佳惠戰鬥後習得了絕技快到讓人看不到速度，解開別人的胸罩與奪取別人的內褲。另外還自創用腳趾搶別人內褲並立刻穿上這招（瑠璃因此真空）。

### 親屬
阿久津瑠璃（聲：千本木彩花）
【身高138cm／體重31kg／血型A型／9月3日誕生】
明的妹妹。小学5年级。相當不擅長讀書，即便認真學習過了，還是只拿到零分，日文若使用稍微難一點漢字就看不懂。學習方面和佳子為相同程度的笨蛋。情绪低落时被偶然来玩的沙耶香安慰之后，和她变得要好。非常讨厌佳子，但还无法改变自己和她其实是同类的事实。覺得自己哥哥很微妙。
花畑佳惠（聲：日笠陽子）
【身高161cm／體重49kg／血型O型／1月9日誕生】
佳子的母親。對佳子的情況非常擔憂。為了自己的晚年著想，想要把佳子推給明。常說「女人看內褲就可以知道內在」，必檢查沙耶香穿什麼內褲。常妨礙風紀委員長接近明。絕技有快到讓人看不到速度；解開別人的胸罩，奪取別人的內褲。曾說過感情好的人會讓人觀看屁股的洞。不時對佳子灌輸錯誤的知識，而造成她越變越笨。
花畑佳子的父親
原作第77話登場，是個普通人，在外單身赴任，一個月才回家一次。佳惠為了能和久久回家的他親熱，在飲料裡下藥想把佳子逼睡，失敗後與佳子互打，結果兩人都不小心喝到飲料而睡死。最後佳子父親則說「我被深深的愛著呢」如此包容的話。
阿久津明的母親（聲：小若和郁那）
於明的回憶中短暫登場過。

### 學校
押枝淳子（聲：佐藤利奈）
【身高158cm／體重49kg／血型A型／2月18日誕生】
花畑佳子等人的班導師，教授的科目為數學，28歲單身，沒戀愛經驗，非常擔憂佳子的成績。為了提升佳子的學習力，以及矯正佳子只有玩樂的心，不斷努力著，但是下場往往都落到被佳子牽著鼻子走。
喜歡吉尾（女扮男裝的佳子），後被明告知吉尾真身後大受打擊，原本以為要與吉尾一起洗澡而非常害羞，但因為佳子洗澡無法戴著假髮所以意外冷靜了下來。洗澡時被佳子確認為巨乳。
黑崎龍一（聲：八代拓）
【身高178cm／體重64kg／血型B型／12月24日誕生】
不良少年，視佳子為大姊。想和明成為朋友，但被拒絕了，其中兩個原因是明受不了他身上的菸臭味，以及他也很笨。為了和明當朋友可以拚全力讀書，曾努力到在期中考試打敗了明得到年級第一。沒什麼存在感，沒什麼朋友，佳子還時常不記得他的名字。
榮村茜（聲：M·A·O）
【身高156cm／體重48kg／血型O型／3月3日誕生】
佳子班級上常聚在一塊的辣妹三人組之領導人物，綽號辣妹A，粉紅色雙馬尾。
第一志願是開花店、第二志願為開蛋糕店、第三志願則經營寵物店，老是被佳子耍得團團轉。雖喜歡花但是分不清種類，比起做蛋糕則比較喜歡作為客人，曾用塑膠袋來處理狗排泄物並非無視而被朋友憐憫的眼神觀看。
沒有男朋友，但是很希望能交一個。與姬衣約會一天如果滿足的話便要跟她交往，最後姬衣準備放棄時承認這次約會非常滿足後，正式交往(漫畫和柊姬衣122話開始交往)，雖然沒交過男朋友但卻交過女朋友。
柊姬衣（聲：前田玲奈）
【身高159cm／體重45kg／血型B型／7月17日誕生】
辣妹三人組的金髮女生，綽號辣妹B，是一位美人。
跟黑子同樣志願念大學，不喜形於色，雖然被很多男性告白進而交往，但因為看不出想什麼而被提分手。因為覺得與茜非常要好於是提出交往要求並邀請約會，在準備放棄時茜才坦白很高興便正式交往(漫畫和榮村茜122話開始交往)。
椎名黑子（聲：井口裕香）
【身高167cm／體重51kg／血型A型／11月7日誕生】
辣妹三人組的黑髮女生，綽號辣妹C。
與姬衣一樣志願進大學，3人組成績最好的。有青梅竹馬為純情的情侶。曾被佳子跟茜跟蹤與男友的約會，被佳子引導與男友接吻卻因害羞而轉移話題。
凜子
【身高162cm／體重48kg／血型B型／6月14日誕生】
視佳子為可愛到想撿回家養的女高中生，甚至用寵物的調教法對付佳子。

### 其他
希（配音：前田玲奈）
姓氏不详，附近公园的小孩三人组之一。小女孩希很尊敬佳子，只有希和佳子很亲近。有著跟沙耶香聖母一般的善良性格。
守（配音：井澤詩織）
姓氏不详，附近公园的小孩三人组之一，有時想法比較成熟。與正知道佳子是个笨蛋而和她保持一定距离。
正（配音：井口裕香）
姓氏不详，附近公园的小孩三人组之一，有時想法比較成熟。與守知道佳子是个笨蛋而和她保持一定距离。
狗（聲：浪川大輔）
佳子在公園裡遇到的被拋棄的大型狗類之後被佳子收留。體型與力氣都很大。佳子喜歡騎著狗到處跑。聽得懂人話、非常聰明，和阿明一起看影片而成為朋友。喜歡沙耶香家的博美犬（聲：井澤詩織）。
因為佳子與阿明的命名爭論而拒絕命名。武功高強到曾跳進水裡救小孩、救下準備被車撞的人與擊倒銀行搶匪，還可以跟佳子聯手獵殺山上的野豬跟熊。

## 發行書籍
| 卷數 | 講談社         | 講談社                                                  | 青文出版社     | 青文出版社                                              |
| 卷數 | 發售日期       | ISBN                                                    | 發售日期       | EAN / ISBN                                              |
| ---- | -------------- | ------------------------------------------------------- | -------------- | ------------------------------------------------------- |
| 1    | 2013年5月17日  | ISBN 978-4-06-384871-7                                  | 2017年4月20日  | EAN 4718016022676（通常版） EAN 4718016023284（限定版） |
| 2    | 2013年10月17日 | ISBN 978-4-06-394954-4                                  | 2017年6月19日  | EAN 4718016023949（通常版） EAN 4718016023956（限定版） |
| 3    | 2014年4月17日  | ISBN 978-4-06-395057-1                                  | 2017年8月21日  | EAN 4718016024465（通常版） EAN 4718016024762（限定版） |
| 4    | 2014年8月16日  | ISBN 978-4-06-395166-0                                  | 2017年10月26日 | EAN 4718016026063（通常版） EAN 4718016026346（限定版） |
| 5    | 2015年1月16日  | ISBN 978-4-06-395293-3                                  | 2017年12月18日 | EAN 4718016026995（通常版） EAN 4718016027008（限定版） |
| 6    | 2015年5月15日  | ISBN 978-4-06-395393-0                                  | 2018年6月21日  | EAN 4718016029736（通常版） EAN 4718016029743（限定版） |
| 7    | 2016年3月9日   | ISBN 978-4-06-395610-8                                  | 2019年2月21日  | ISBN 978-986-356-809-4                                  |
| 8    | 2016年10月7日  | ISBN 978-4-06-395754-9                                  | 2019年5月9日   | ISBN 978-986-356-921-3                                  |
| 9    | 2017年6月9日   | ISBN 978-4-06-395953-6                                  | 2020年2月20日  | ISBN 978-986-512-231-7                                  |
| 10   | 2017年10月6日  | ISBN 978-4-06-510239-8 ISBN 978-4-06-397026-5（特装版） | 2020年11月26日 | ISBN 978-986-512-590-5                                  |
| 11   | 2017年11月9日  | ISBN 978-4-06-510629-7 ISBN 978-4-06-397027-2（特装版） | 2021年2月4日   | ISBN 978-986-512-700-8                                  |
| 12   | 2017年12月15日 | ISBN 978-4-06-510583-2 ISBN 978-4-06-397028-9（特装版） | 2021年2月22日  | ISBN 978-986-512-830-2                                  |

## 電視動畫

### 製作人員
- 原作：自稱清純派
- 總導演：草川啟造
- 導演：玉木慎吾
- 劇本統籌：青島崇
- 人物設定：石川雅一
- 美術：大平司
- 色彩設計：上村修司
- 攝影：伊藤康行
- 編輯：岡祐司
- 音響監督：本山哲（日语：本山哲 (音響監督)）
- 音樂：吟（BUSTED ROSE）
- 動畫製作：diomedéa
- 製作：NAS

### 主題曲
| 片頭曲「全力☆Summer!」 作詞：atsuko 作曲：atsuko、KATSU 編曲：KATSU 歌：angela | 片尾曲「」 作詞：上坂堇、月蝕會議 作曲、編曲：月蝕會議 歌：上坂堇 |

### 各話列表
| 話數 | 日文標題 | 中文標題                 | 劇本   | 分鏡     | 演出              | 作畫監督                                                                         | 對應原作話             |
| ---- | -------- | ------------------------ | ------ | -------- | ----------------- | -------------------------------------------------------------------------------- | ---------------------- |
| 1    |          | 來了哦！單蠢女孩         | 青島崇 | 玉木慎吾 | 玉木慎吾          | 本田辰雄、山田將司 Yu Min Zi、福田佳太                                           | 第1、2、3、5話         |
| 2    |          | 增加了！單蠢女孩         | 青島崇 | 玉木慎吾 | 三塩天平          | 德永、槙田路子 石丸史典、望月俊平                                                | 第4、10、11、12話      |
| 3    |          | 老了也不用擔心！單蠢女孩 | 青島崇 | 稻垣隆行 | 大橋一輝          | 本田辰雄、大村將司 加藤弘將                                                      | 第14、17、19、34話     |
| 4    |          | 突破！單蠢女孩           | 青島崇 | 井畑翔太 | 井畑翔太          | 井畑翔太、德永 槙田路子、石丸史典 大村將司、本田辰雄                             | 第6、21、22、27、29話  |
| 5    |          | 夏天到了！單蠢女孩       | 青島崇 | 清水空翔 | 清水空翔          | 不適用                                                                           | 第13、23、44話         |
| 6    |          | 炙熱的夏天！單蠢女孩     | 青島崇 | 清水空翔 | 胡蝶蘭            | 本田辰雄、大村將司 福田佳太、槙田路子 德永、石丸史典                             | 第45、46、49、52話     |
| 7    |          | 辣妹！單蠢女孩           | 青島崇 | 稻垣隆行 | 鈴木琢磨          | 本田辰雄、野村智嘉 大村將司、石丸史典 加藤弘將、德永 福田佳太、紺野美喜 槙田路子 | 第53、55、57、58話     |
| 8    |          | 天使一樣！單蠢女孩       | 青島崇 | 清水空翔 | 清水空翔 胡蝶蘭   | 清水空翔、本田辰雄 大村將司                                                      | 第54、59、61、73話     |
| 9    |          | 過節了！單蠢女孩         | 青島崇 | 井畑翔太 | 井畑翔太          | 大村將司、槙田路子 本田辰雄、石丸史典 加藤弘將、野村治嘉 德永                    | 第63、64、65、66、67話 |
| 10   |          | 兜風！單蠢女孩           | 青島崇 | 玉木慎吾 | 玉木慎吾 三塩天平 | 本田辰雄、大村將司 加藤弘將、福田佳太 槙田路子、野村治嘉 石丸史典                | 第71、76、91話、外傳2  |
| 11   |          | 決戰！必殺！單蠢女孩     | 青島崇 | 玉木慎吾 | 胡蝶蘭 玉木慎吾   | 本田辰雄、大村將司 加藤弘將、福田佳太                                            | 第69、87話、外傳3      |
| 12   |          | 相遇之後！單蠢女孩       | 青島崇 | 玉木慎吾 | 玉木慎吾          | 清水空翔、本田辰雄 大村將司、福田佳太 野村治嘉、石丸史典                         | 第68、78、104話        |

## 外部連結
- 《別册少年Magazine》單蠢女孩作品介紹（页面存档备份，存于）（日語）
- 電視動畫《單蠢女孩》官網（页面存档备份，存于）（日語）
- YouTube上的電視動畫《單蠢女孩》官方頻道頻道（日語）
- 電視動畫《單蠢女孩》官方的X（前Twitter）（日語）